# Grosse Pointe Woods
Grosse Pointe Woods/City of Grosse Pointe Woods är en ort i den amerikanska delstaten Michigans sydvästliga del och ingår i Detroits storstadsområde. Orten grundades 1927 som en by med namnet Village of Lochmoor och tog sitt nuvarande namn 1939. Den blev klassificerad som en ort 1950.
Den breder sig ut över 8,42 kvadratkilometer (km2) stor yta och hade en folkmängd på 16 135 personer vid den nationella folkräkningen 2010.